# Мишовидна соня
Мишовидна соня (Myomimus) — рід гризунів в родині Вовчкові (Gliridae). Охоплює три види, поширені в декількох ізольованих районах на Балканах і Близькому Сході.

## Зовнішність
Довжина голови й тіла досягає 61—120 мм, а хвіст покритий лусочками та коротким світлим волоссям, 53—94 мм, вага 21—56 мм. Забарвлення спини жовтувато-сіре, черево — брудно-білого кольору.

## Види
Рід містить такі види:
- Myomimus personatus
- Myomimus roachi
- Myomimus setzeri